# Liste der Monuments historiques in Nérignac
Die Liste der Monuments historiques in Nérignac führt die Monuments historiques in der französischen Gemeinde Nérignac auf.

## Liste der Objekte
| Bezeichnung      | Beschreibung                              | Standort                       | Kennzeichnung | Schutzstatus | Datum | Bild |
| ---------------- | ----------------------------------------- | ------------------------------ | ------------- | ------------ | ----- | ---- |
| Kelch und Patene | Silber, erste Hälfte des 19. Jahrhunderts | in der Kirche St-Blaise (Lage) | PM86001530    | Inscrit      | 2014  |      |